# Jimramov (zámek)
Zámek Jimramov leží v centru městysu Jimramov. V současné době je veřejnosti nepřístupný a je chráněn jako kulturní památka České republiky.

## Historie
Kdy přesně nechal Pavel Katharyn z Katharu na místě nynějšího zámku vystavět renesanční tvrz, není známo. Nicméně toto období můžeme vymezit roky 1588, kdy se stal majitelem Jimramova, a 1599, kdy se znovu oženil. S jistotou můžeme říci, že ze začátku spravoval panství z Dalečína, kde si v roce 1588 nechal postavit tvrz. Trochu lépe nám mohou s datací výstavby zámku pomoci kamenné reliéfy erbů na stěně zámku. Prvním je alianční erb Pavla Katharyna a Ludmily Kytlicové z Rudolce (+ 1586), podle kterého vyobrazení vzniklo v roce 1603. Je tedy zřejmé, že v této době již tvrz stála. Vedle něho je erb Kriseldy Čejkové z Olbramovic a u jejího jména připojeno druhé a poslední manželky jeho. S jistotou můžeme říci, že Kriselda žila ještě v roce 1597. Jako nejzazší rok výstavby můžeme považovat rok 1598, neboť v roce 1599 se Pavel Katharyn oženil s Kateřinou Jankovskou z Vlašimi. V roce 1596 zakoupil Pernštejn s Mitrovem a roku 1599 panství Kunštát. Proto můžeme výstavbu tvrze zasadit do období let 1593-1597/1598. K tvrzi náležel dvůr, pivovar a mlýn.
Již roku 1603 jej Katharynové prodali Dubským z Třebomyslic a majitelé se pak střídali. V polovině 18. století přestavěli Waldorfové renesanční tvrz na barokní zámek a spojili jej krytou chodbou se sousedním kostelem. V roce 1948 byl zámek znárodněn a roku 1991 vrácen v restituci rodu Belcredi, jimž patřil od roku 1778. Na počátku 19. století Belcrediové zakončili stavební vývoj jimramovského zámku v klasicistickém duchu. Východní a jižní křídlo zámku zůstalo renesanční. Roku 1948 byl zámek po znárodnění přeměněn na střední odborné učiliště. Po navrácení Belcrediům je zámek prázdný.

## Popis
Díky rekonstrukcím zámku od roku 2001 máme poměrně přesnou představu o podobě původní tvrze. Jádro se nacházelo v nynějším jihovýchodním a v severní části severovýchodního křídla zámku, kde se do současnosti dochovaly jen drobné zbytky po tvrzi. Zdivo bylo postaveno z lomového kamene, jež nejspíše tvořilo součást ještě předchozího hospodářského dvora. Na základě shodných architektonických detailů (klenby, mezipatra, velikosti oken apod.) můžeme usuzovat, že již v době svého vzniku se tvrz skládala ze dvou křídel. Až do prodloužení jihovýchodního křídla a dostavbě jihozápadního traktu měla tvrz podobu háku.
Zatímco pro velkou architektonickou přestavbu nemůžeme přesně zrekonstruovat původní podobu severovýchodního křídla, u jihovýchodního je tomu přesně naopak. Většinu přízemí tohoto křídla zabírala v renesanci velmi oblíbená hala, jejíž strop byl zaklenut na šesti osmibokých pilířích. Na délku měřila 26,3 m, na šířku 8,8 m a na výšku 3,25 m. Nad ní se nacházela sýpka. Vstup do haly vedl od severu do východní části vstupem 1,4 m širokým a 2 m vysokým. Dnes je zazděný; jeho viditelné zbytky se nacházejí vlevo od vjezdu do zámku a větší částí jsou v současnosti pod podlahou místnosti. Obdobný vstup se nacházel i na druhé straně haly a vedl do další místnosti. Původní okna byla pravděpodobně zničena umělým zvýšením terénu a druhotným vytvořením oken, takže se po nich nedochovaly žádné stopy. Kromě této haly se zde nacházela ještě jedna místnost o rozměrech 4,5 x 8,8 m. Zakončena byla klenbou, jejíž vrchol je dnes odříznut druhotně vytvořeným plochým stropem. Celou místnost pak zaklenovala valená klenba o rozměrech 3,6 x 9 m a výšce 5 m. Jako jediná z přízemních místností původní tvrze neměla mezipatro. Směrem do parku pak bylo druhotně prolomeno okno.
V mezipatře tvrze bývala sýpka, ze které se dochovala čtveřice oken do nádvoří; páté bylo při pozdějších úpravách zazděno. Při rekonstrukci pak byla kolem těchto oken nalezena šambrána a napojení sgrafit. Ve výšce 3,2 m nad zemí, pod okny sýpky, se zachovaly stopy po krakorcích nesoucí pavlač. Z dosud objevených šesti takovýchto otvorů má každý jiné rozměry, ovšem všechny jsou větší než 20 x 20 cm. První otvor býval na vnějším okraji prvního okna a poslední za předposledním oknem sýpky; celková délka pavlače byla 14 metrů. V místě dnešního prostředního okna dříve býval vstup o rozměrech 1,6 x 1,2 m. Posledními zbytky tohoto vstupu je trojice plochých kamenů, které tvořily práh.
Nad vstupem do východní křídla se v pískovcové desce zachovaly znaky Pavla Katharina z Katharu (uprostřed s nápisem: Pavel Katarin z Kataru na Daleczine a Gimramowe purkrabe zemski markrabstwe morawskiho) a znaky jeho manželek. Vlevo je znak jeho první manželky a nápis: Lidmila Kitliczowna z Rudolcze prwni manželka gieho umrzela letha 1586. Vpravo znak Krizeldy Čejkovny z Olbramovic s nápisem: Krizelda Czegkowna z Wolbramowicz druha a poslední manželka geho. Za Marie Antonie z Waldorfu došlo k přistavění severního křídla. Na oblouku brány nechal vytvořit monogram M A W umístěný v erbu. Dále zvelebila zahradu a na náklady baronky z Bukůvky, která v té době žila na zámku, nechala zámek spojit krytou nadzemní chodbou na arkádových pilířích s oratoří kostela.
V následujícím století byl přistavěn západní trakt, takže v současnosti má jednopatrový zámek 4 křídla a uprostřed nádvoří s kašnou z roku 1804. Vertikální sluneční hodiny na nádvoří pocházejí z roku 1798.

## Galerie

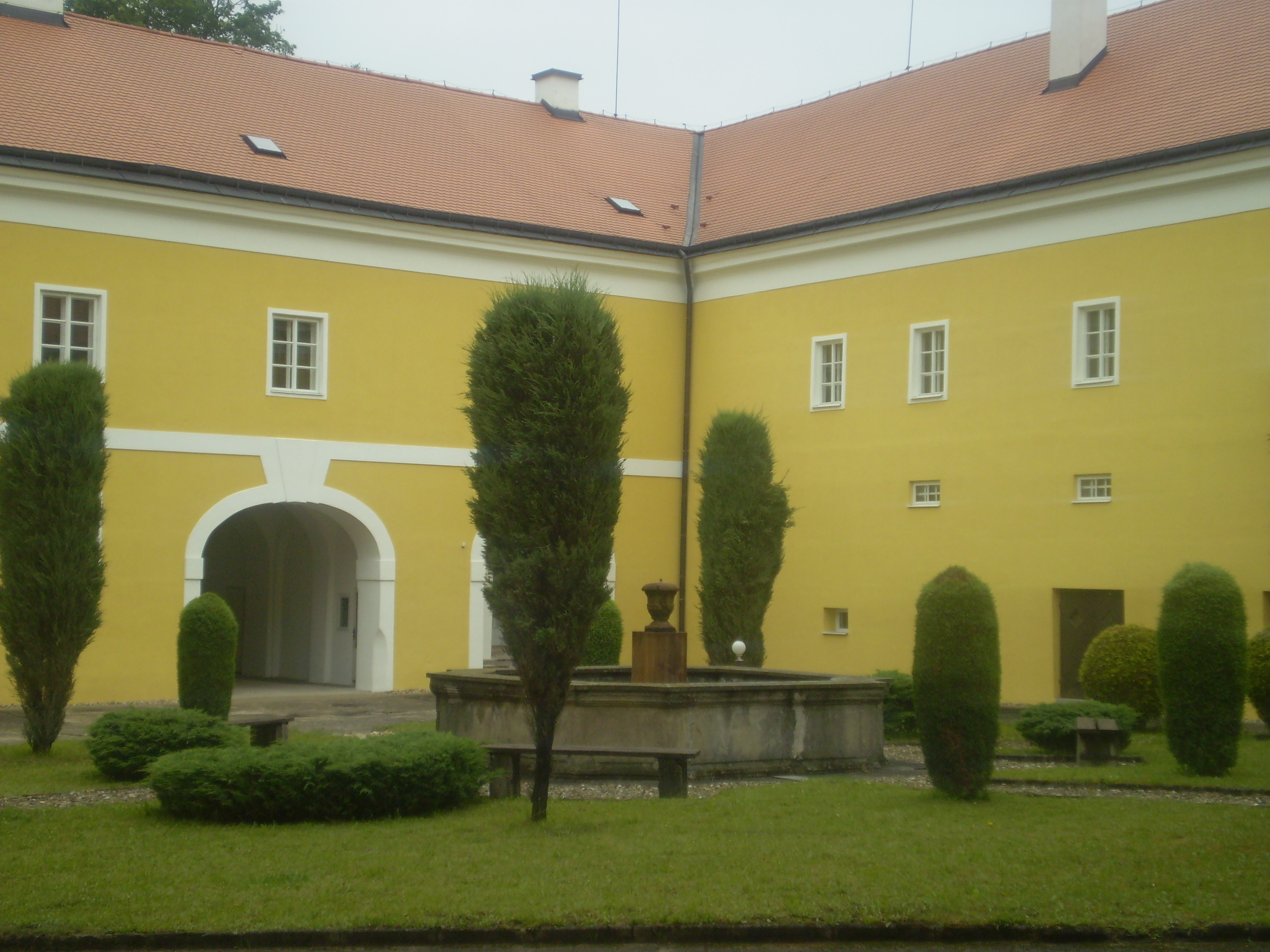
Část zámku z nádvoří
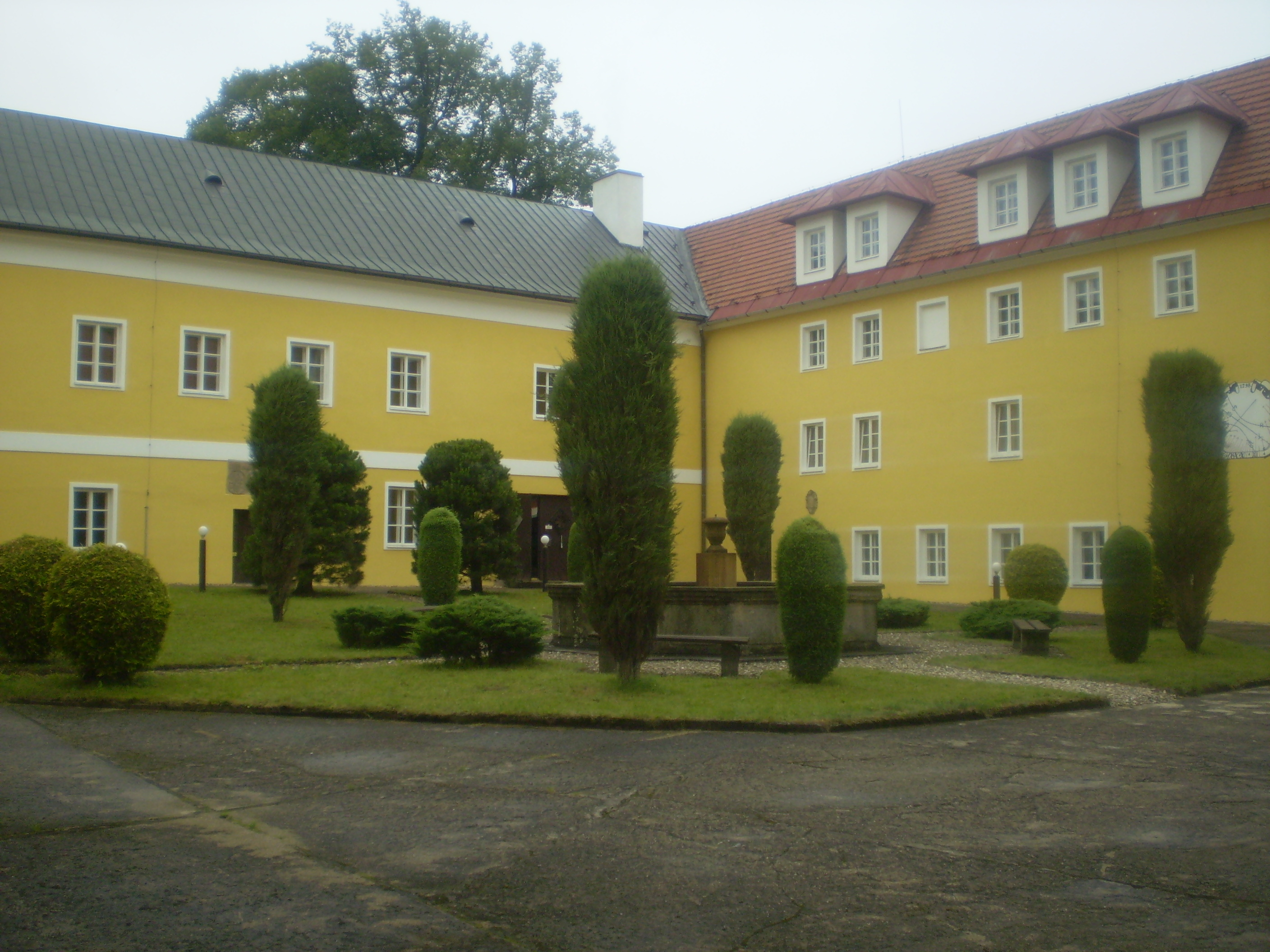
Část zámku z nádvoří
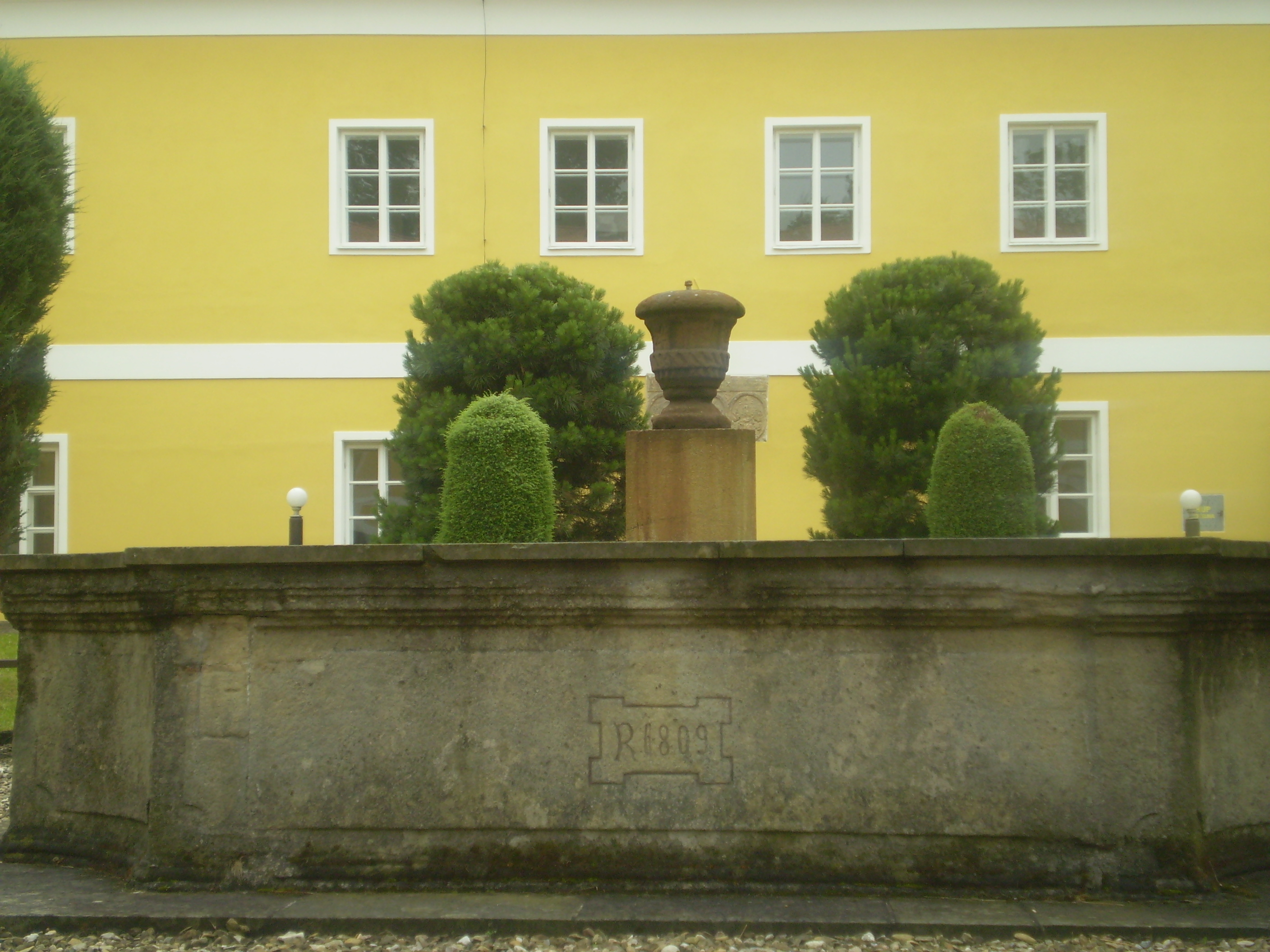
Zámecká kašna
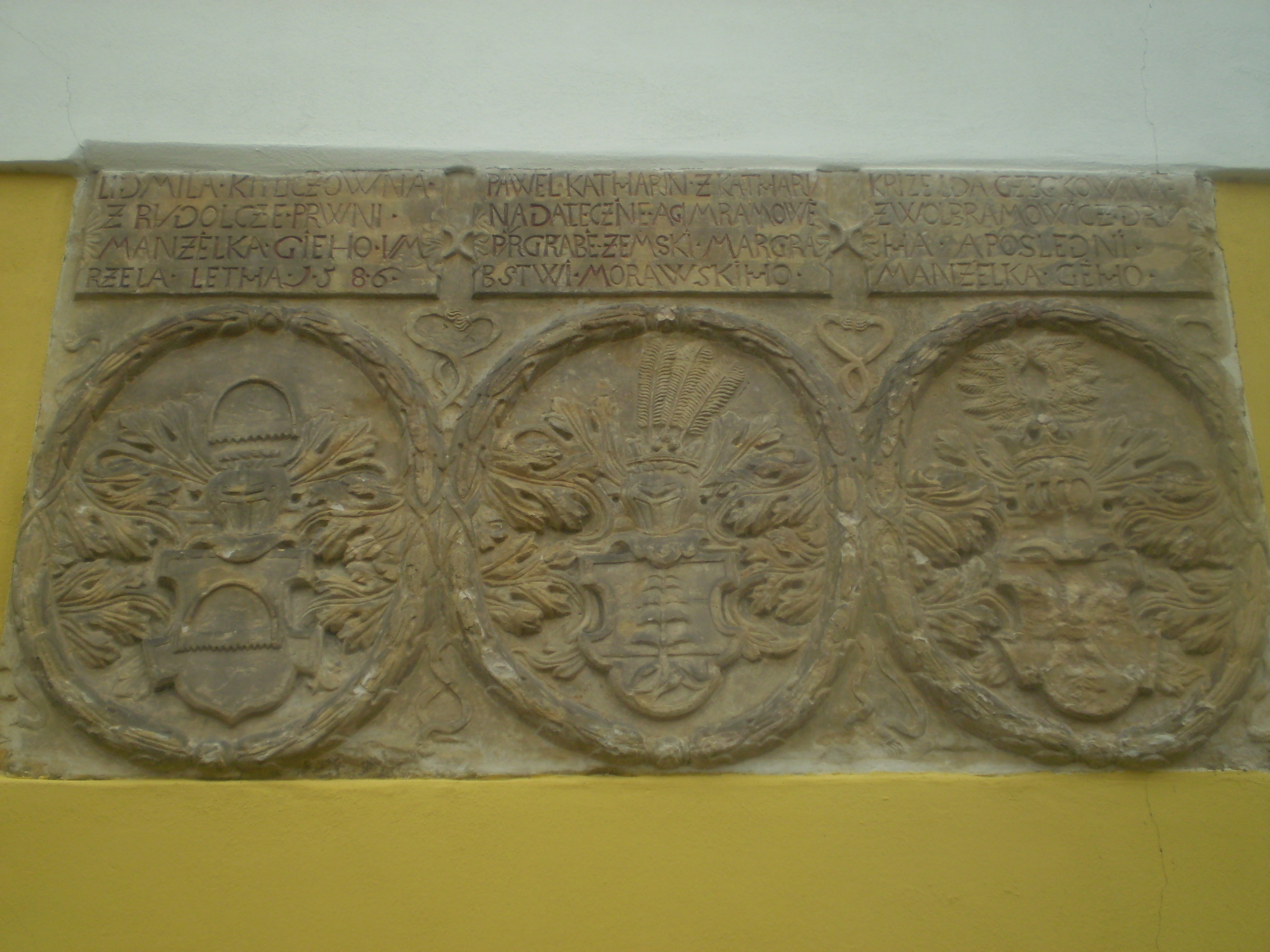
Erby
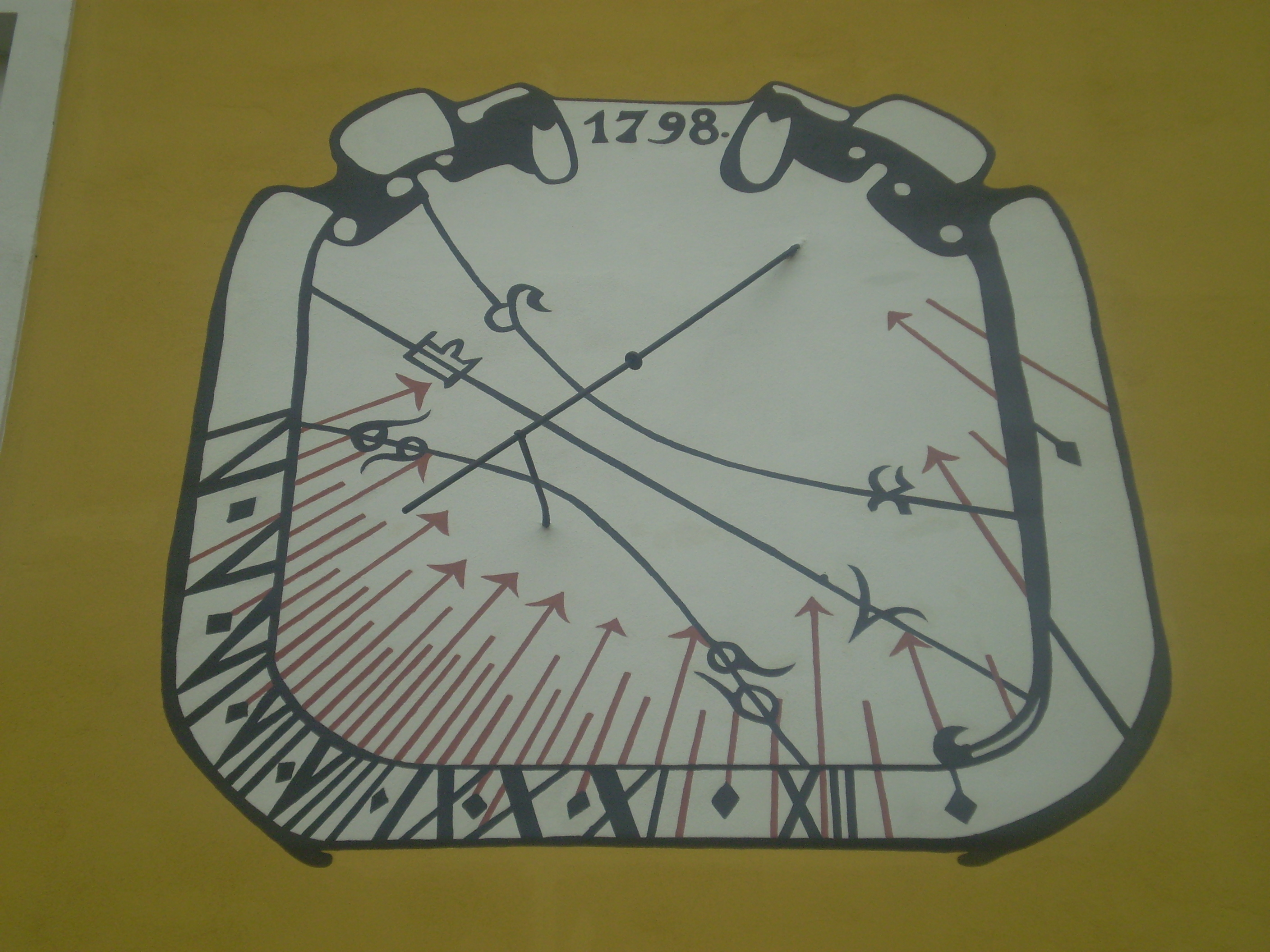
Sluneční hodiny